# Patipron
Patipron (njemački: Breitenbrunn ili Breitenbrunn am Neusiedler See, mađarski: Fertőszéleskút) je tržni grad u austrijskoj saveznoj državi Gradišće, administrativno pripada Kotaru Željezno-okolica. 

## Stanovništvo
Patipron prema podacima iz 2010. godine ima 1.886 stanovnika. 1910. godine je imao 1.230 stanovnika većinom Nijemca.

## Vanjske poveznice
- Internet stranica naselja